# Alcoletge
Alcoletge település Spanyolországban, Lleida tartományban. Alcoletge Bell-lloc d’Urgell, Corbins, Lleida és Vilanova de la Barca községekkel határos. Lakosainak száma 3594 fő (2024).

## Népesség
A település lakosságának változását az alábbi diagram mutatja:
| Lakosok száma | 41   | 901  | 991  | 1081 | 1428 | 1973 | 2677 | 3270 | 3420 | 3594 |
|               | 1717 | 1887 | 1936 | 1960 | 1986 | 2004 | 2009 | 2014 | 2019 | 2024 |